# Сватанье на Гончаровке (фильм)
«Сватанье на Гончаровке» — советский фильм-спектакль 1958 года по мотивам пьесы Г. Квитки-Основьяненко, постановка спектакля Киевского театра музыкальной комедии режиссёра Игоря Земгано.

## Сюжет
Красавицу Ульяну собираются выдать замуж за богатого, но глупого Стецка. Девушке не мил этот дурень. Ульяна любит крепостного Алексея. Благодаря вмешательству родственника парня, солдата Скорика, хитрого и умудрённого жизненным опытом, молодые смогут быть вместе.

## В ролях
- Никита Ильченко — Прокип Шкурат
- Нонна Копержинская — Одарка
- Алла Ролик — Ульяна
- Игорь Жилин — Алексей
- Николай Пишванов — Павло Кандзюба
- Михаил Крамар — Стецько
- Андрей Сова — Тимош
- Александр Райданов — Осип Скорик